# استفانی وورمبراند-استاپاخ
استفانی وورمبراند-استاپاخ (انگلیسی: Stephanie Wurmbrand-Stuppach; ۲۶ دسامبر ۱۸۴۹ – ۱۶ فوریهٔ ۱۹۱۹) آهنگساز، نوازنده پیانو، و نویسنده اهل مجارستان بود.